# As the Angels Reach the Beauty
Albums de Graveworm
When Daylight's Gone
(1997) Scourge of Malice
(2001)
As The Angels Reach The Beauty est le deuxième album studio du groupe de black metal symphonique germano-italien Graveworm.
Il s'agit certainement de l'album contenant le plus d'éléments symphoniques de toute leur discographie: en effet, l'album possède de fortes influences de Metal symphonique et contient trois interludes instrumentales symphoniques sur neuf titres.
La pochette de l'album a été réalisée par le dessinateur Luis Royo.
L'album est sorti le 26 septembre 1999 sous le label Serenades Records.

## Musiciens
- Stefano Fiori – chant
- Stefan Unterpertinger – guitare
- Harry Klenk – guitare
- Didi Schraffel – basse
- Martin Innerbichler – batterie
- Sabine Mair – claviers

## Liste des morceaux
1. A Dreaming Beauty – 7:18
2. Portrait of a Deadly Nightshade – 4:18
3. Ceremonial Requiem (Instrumental) – 3:02
4. Nocturnal Hymns – 7:35
5. Behind the Curtain of Darkness – 4:54
6. Pandemonium (Instrumental) – 2:05
7. Prophecies in Blood – 5:43
8. Into the Dust of Eden – 5:19
9. Graveyard of Angels (Instrumental) – 2:04